# Ofelia

Ofelia ritratta da John William Waterhouse, 1910

Ofelia (in inglese Ophelia) è uno dei principali personaggi femminili della tragedia Amleto (The Tragical History of Hamlet, Prince of Denmark, in lingua originale), composta tra il 1600 e il 1602 dal drammaturgo britannico William Shakespeare.

## Caratteristiche e origini del personaggio
Figlia di Polonio, ciambellano di Elsinora, capitale della Danimarca, e sorella di Laerte, giovane cavaliere, Ofelia è una giovane aristocratica non appartenente alla stirpe reale: la residenza alla corte di Elsinora le è permessa grazie alla carica ricoperta dal padre. Il ruolo che Ofelia ha nella tragedia è quello della vittima degli eventi: delusa da un amore per Amleto che crede non puro, veritiero e disinteressato (Amleto rinnegherà i sentimenti per lei per non coinvolgerla nelle meschine trame dello zio Claudio, usurpatore del trono di Danimarca) e divenuta folle per l'assassinio del padre a opera dello stesso Amleto, terminerà la sua esistenza affogando in un corso d'acqua, scatenando l'odio e la vendetta da parte del fratello Laerte, che tenterà di uccidere Amleto.
Nel 1579, una giovane di Stratford, Katherine Hamlett, annegò accidentalmente nel fiume Avon; conosciamo quest'evento grazie a un'inchiesta di cui restano tracce negli archivi della cittadina. L'evento dovette scuotere la piccola comunità, tanto da suggerire che Shakespeare, allora quindicenne, abbia successivamente preso spunto da questa situazione per la morte di Ofelia che manca nelle fonti dell'Amleto.

### Ofelia nella tragedia
Ofelia è mira delle offerte amorose di Amleto, e il suo primo ingresso in scena, durante la terza scena del primo atto, avviene nel corso dei preparativi per la partenza di Laerte per la Francia, durante i quali il fratello consiglia alla giovane di non cedere alle lusinghe d'amore del principe, che ritiene non disinteressate: anche Polonio la redarguisce, strappandole la promessa di evitare di intrattenersi troppo con lo spasimante.
Messo in moto da Amleto il meccanismo che scatena gli eventi tragici della vicenda a seguito dell'apparizione del fantasma del padre, Ofelia viene costretta da Polonio a consegnargli le lettere d'amore ricevute dal principe, tramite le quali potrà provare ai reali danesi la pazzia, creduta d'amore, del giovane nei confronti della donna. Ofelia, combattuta e spaventata dal comportamento di Amleto, cede infine agli ordini del padre, che si esibisce in una sgangherata conversazione con i monarchi sui presunti motivi della follia del principe.
Dopo di ciò, viene convinta dagli astanti a intrattenersi in una conversazione con lui, in modo tale da poter udire, nascosti, i vagheggiamenti d'amore dell'uomo. In quell'occasione gli restituisce le lettere d'amore ricevute e riceve il primo colpo che la spinge verso la nevrosi, modificando di fatto le successive apparizioni del personaggio: Amleto, per impedirle che i loschi inganni in cui l'ingenua fanciulla si trova invischiata le siano di nocumento o per mantenere inalterato il suo ruolo di uomo uscito fuori di senno o, ancora, dichiarando il suo disgusto per il sesso femminile dopo il sospetto uxoricidio della madre, dichiara di non averla mai amata, la offende e lascia la scena.

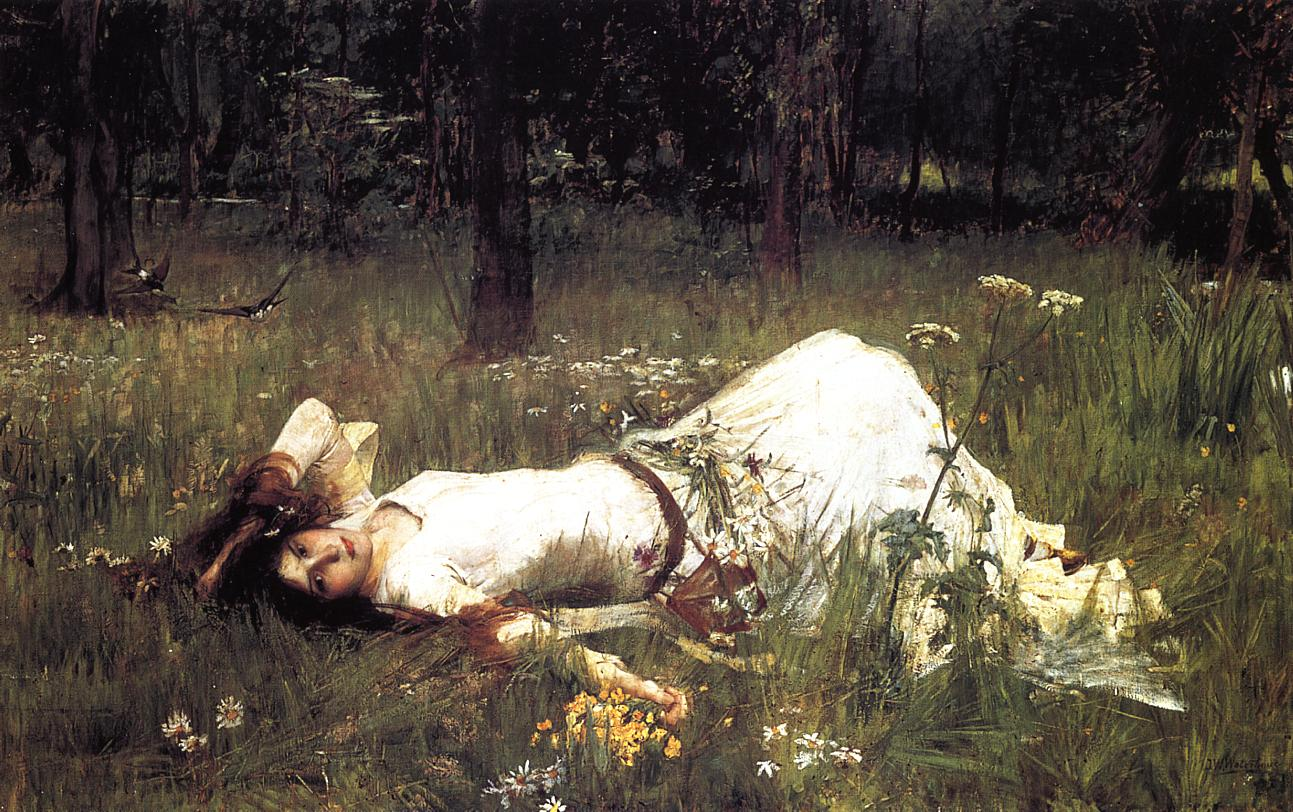
Ofelia di John William Waterhouse, 1889

Ofelia, abbandonata e distrutta dalla rivelazione, si libera dallo stritolamento che subisce tra i doveri di obbedienza al padre e l'amore che sperava sincero da parte di Amleto e sviscera le proprie emozioni in un monologo:
The courtier's, soldier's, scholar's, eye, tongue, sword;

The expectancy and rose of the fair state,

The glass of fashion and the mould of form,

The observed of all observers, quite, quite down!

And I, of ladies most deject and wretched,

That suck'd the honey of his music vows,

Now see that noble and most sovereign reason,

Like sweet bells jangled, out of tune and harsh;

That unmatch'd form and feature of blown youth

Blasted with ecstasy: O, woe is me,

To have seen what I have seen, see what I see!»
Occhio di cortigiano,

lingua di dotto, spada di soldato;

la speranza e la rosa del giardino

del nostro regno, specchio della moda,

modello d'eleganza,

ammirazione del genere umano,

tutto, e per tutto, in lui così svanito!...

E io, la più infelice e derelitta

delle donne, ch'ho assaporato il miele

degli armoniosi voti del suo cuore,

debbo mirare adesso, desolata,

questo sublime, nobile intelletto

risuonare d'un suono fesso, stridulo,

come una bella campana stonata;

l'ineguagliata sua forma, e l'aspetto

fiorente di bellezza giovanile

guaste da questa specie di delirio!...

Me misera, che ho visto quel che ho visto,

e vedo quel che seguito a vedere!»
(Amleto, monologo di Ofelia, Atto III scena I, traduzione di Goffredo Raponi)
Il duro colpo viene mal parato da Ofelia, il cui smarrimento ha inizio. Nella successiva scena riappare per presenziare all'allestimento dello spettacolo teatrale degli attori giunti a Elsinora: l'atteggiamento nei confronti di Amleto tende a sottolinearne l'impudenza (Amleto farcisce di metafore sessuali alcune battute), ma non impedisce a Ofelia di non contravvenire alle consuetudini e alle buone maniere, permettendo al principe di poggiare il capo sulle sue ginocchia come era uso fare all'epoca nel corso delle rappresentazioni curtensi. Sempre Ofelia sarà la prima ad accorgersi, oltre al conscio Amleto, del turbamento di Claudio di fronte alla rappresentazione che rivive l'omicidio perpetrato ai danni del re suo fratello, chiamato anch'egli Amleto. Questo accorgimento, il subitaneo riconoscimento dello spavento di Claudio, sottolinea marcatamente l'ingenuità e la purezza della donna, che ha per prima coscienza della situazione: non è disattenzione verso la rappresentazione, quella che porta Ofelia a osservare Claudio ed esclamare "Il re si è alzato" ("The King rises"), poiché poco prima aveva asserito di voler prestare attenzione al dramma.

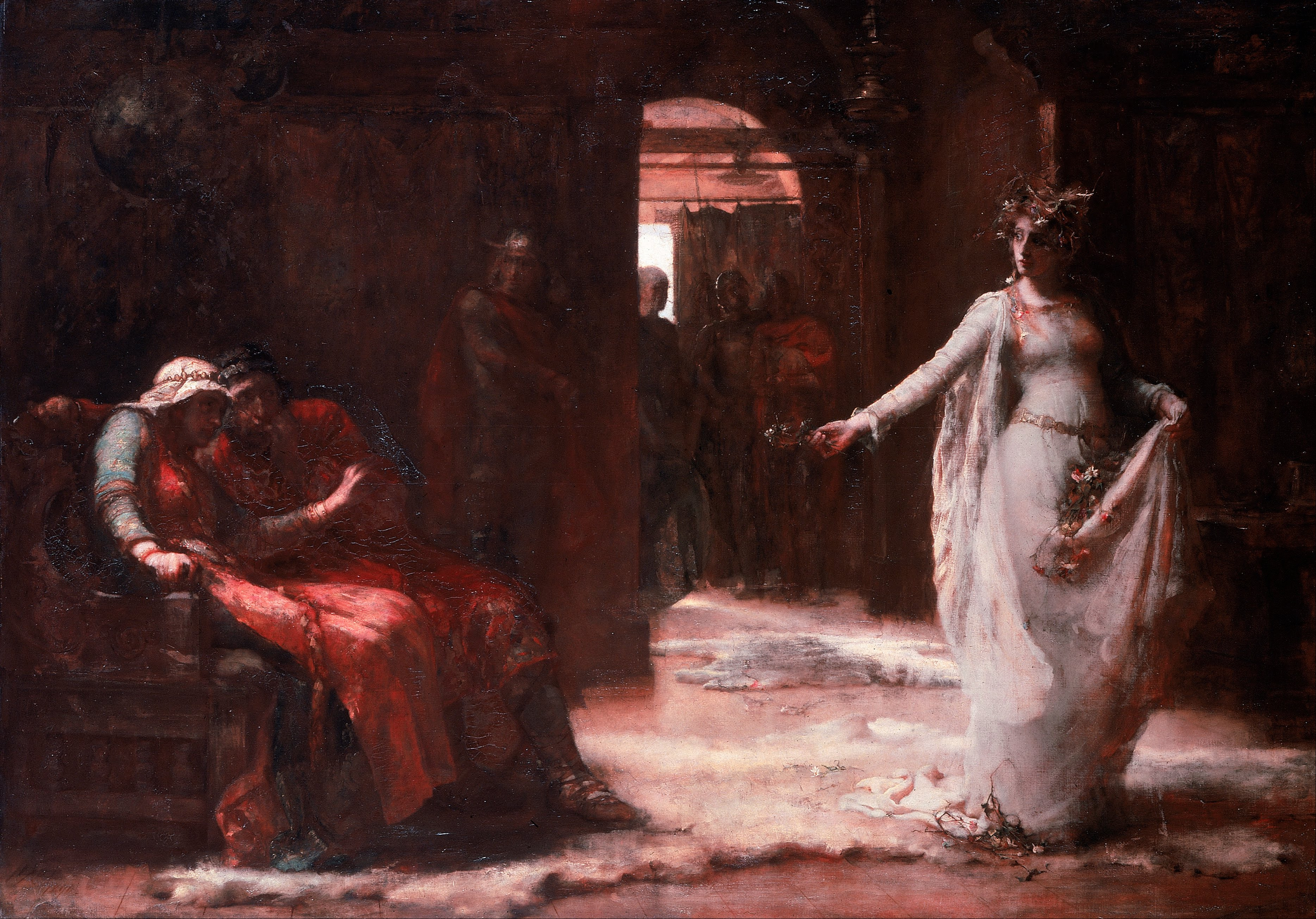
Ofelia distribuisce fiori a Claudio e Gertrude (1890) di Henrietta Rae

Accade che Amleto, nel corso di una conversazione con la madre Gertrude, scopra e uccida Polonio, nascostosi dietro un arazzo per ascoltare, non visto, il dialogo tra i due. Non è rappresentato in scena il momento in cui la giovane viene a conoscenza della morte del padre: la quinta scena del quarto atto la presenta come impazzita, che chiede udienza a Gertrude mentre canta canzoni, inframezzate da contenuti a volte poco sensati, che alludono al tradimento d'amore subito e alla perdita del padre, giacente ormai sottoterra. Il suo stato è sotto gli occhi della corte ma anche del fratello Laerte, tornato dalla Francia alla notizia della morte del padre. Ofelia distribuisce agli astanti delle erbe e dei fiori, simboli attraverso i quali la giovane si esprime, ed esce di scena per l'ultima volta intonando un ultimo, disperato e lamentoso canto nel quale commemora Polonio e si strugge per il suo impossibile ritorno.
La morte di Ofelia, che avviene per disgrazia e imperizia della stessa, oramai incapace di ragionare assennatamente, non viene mostrata in scena ma viene resa nota al pubblico per bocca di Gertrude in una celebre battuta:
LAERTE: Drown'd! O, where?
GERTRUDE: There is a willow grows aslant a brook,

That shows his hoar leaves in the glassy stream;

There with fantastic garlands did she come

Of crow-flowers, nettles, daisies, and long purples

That liberal shepherds give a grosser name,

But our cold maids do dead men's fingers call them:

There, on the pendent boughs her coronet weeds

Clambering to hang, an envious sliver broke;

When down her weedy trophies and herself

Fell in the weeping brook. Her clothes spread wide;

And, mermaid-like, awhile they bore her up:

Which time she chanted snatches of old tunes;

As one incapable of her own distress,

Or like a creature native and indued

Unto that element: but long it could not be

Till that her garments, heavy with their drink,

Pull'd the poor wretch from her melodious lay

To muddy death.»
un'altra, tanto presto si succedono.

Laerte, tua sorella s'è annegata.
LAERTE:	Annegata! Ah, dove?
GERTRUDE: C'è un salice che cresce di traverso

a un ruscello e specchia le sue foglie

nella vitrea corrente; qui ella venne,

il capo adorno di strane ghirlande

di ranuncoli, ortiche, margherite

e di quei lunghi fiori color porpora

che i licenziosi poeti bucolici

designano con più corrivo nome

ma che le nostre ritrose fanciulle

chiaman "dita di morto"; ella lassù,

mentre si arrampicava per appendere

l'erboree sue ghirlande ai rami penduli,

un ramo, invidioso, s'è spezzato

e gli erbosi trofei ed ella stessa

sono caduti nel piangente fiume.

Le sue vesti, gonfiandosi sull'acqua,

l'han sostenuta per un poco a galla,

nel mentre ch'ella, come una sirena,

cantava spunti d'antiche canzoni,

come incosciente della sua sciagura

o come una creatura d'altro regno

e familiare con quell'elemento.

Ma non per molto, perché le sue vesti

appesantite dall'acqua assorbita,

trascinaron la misera dal letto

del suo canto a una fangosa morte.»
(Amleto, Atto IV scena VII, traduzione di Goffredo Raponi)
Il momento più drammatico e significativo del personaggio di Ofelia è rappresentato quindi dalla sua morte, che lo spettatore non vede in scena: l'assenza diviene quindi presenza del momento drammatico.

## Ofelia nell'arte

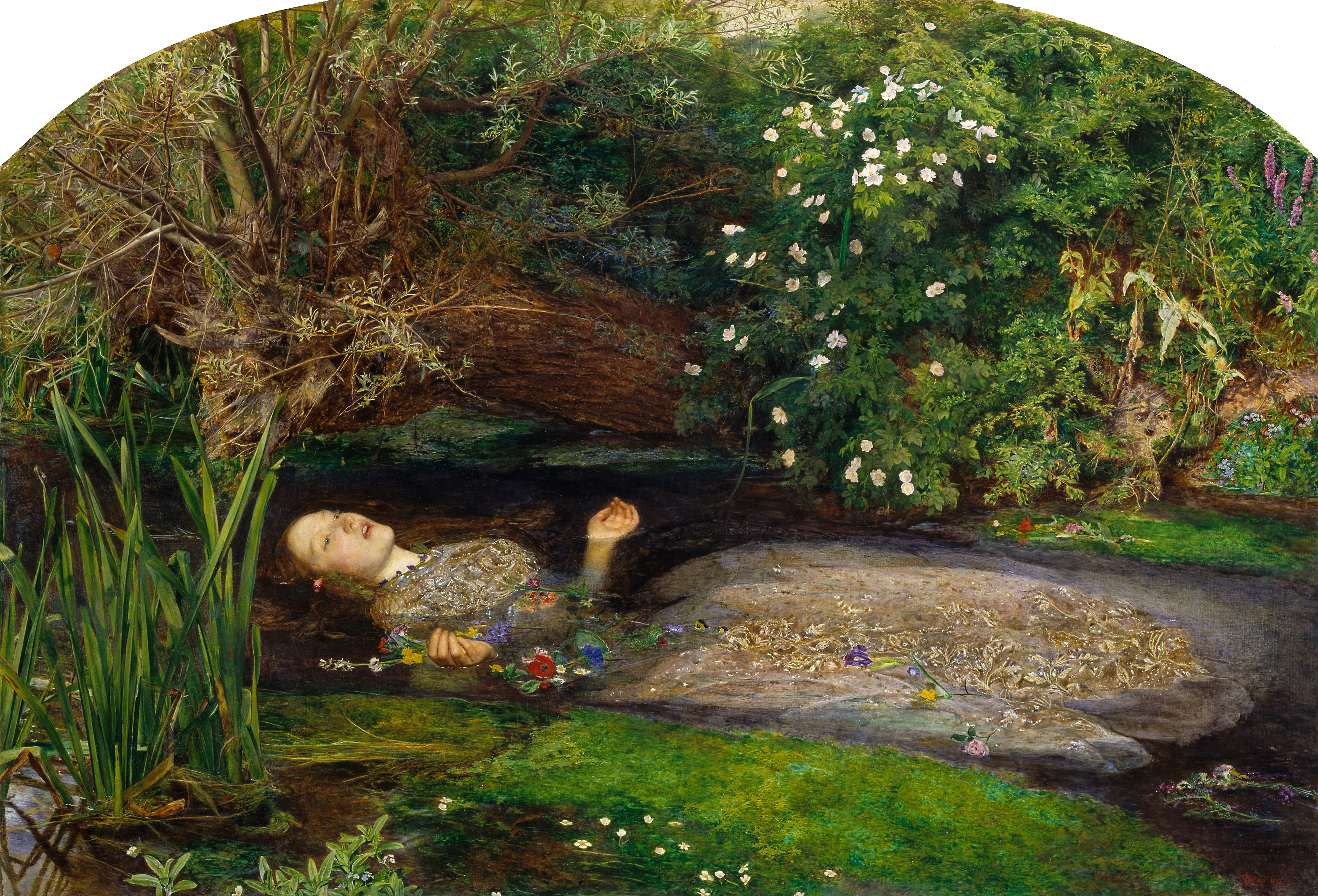
Ophelia di John Everett Millais, 1852, conservato alla Tate Gallery di Londra.

Il personaggio di Ofelia ha ispirato numerose opere pittoriche e musicali, le quali hanno sempre sottolineato il carattere tragico del personaggio, che da sottomesso e ingenuo simbolo di castità e purezza subisce, per il corso degli eventi e indipendentemente dalla sua volontà, un cambiamento radicale che lo portano a esiti fatali. Sebbene non rappresentata in scena, è proprio la tragica e romantica morte della ragazza che ha trovato maggiore riscontro nel lavoro degli artisti.
- Nel corso del XIX secolo, durante il quale si effettua una rivalutazione critica sulle opere di William Shakespeare, numerosi dipinti hanno come protagonista Ofelia, come si può vedere ad esempio nelle opere di John Everett Millais, Jules Joseph Lefebvre, John William Waterhouse, George Frederic Watts.
- Ophélia, film del 1963 di Claude Chabrol, è basato sull'Amleto shakespeariano, ma prende il nome dell'unico personaggio che non si lascia trascinare nella follia del protagonista Yvan, convinto di rivivere la tragedia del principe danese.
- La canzone Via della povertà di Fabrizio De André del 1974 accenna a Ofelia in modo paradossale e dissacrante, illustrandone la morte interiore nel momento in cui la giovinezza le viene spezzata fino alla romantica morte, ma dipingendola come donna mai amata da nessuno ("zitella"), al contrario di ciò che avviene nella tragedia. Appare del resto nell'originale inglese Desolation Row di Bob Dylan del 1965.
- Il cantautore Francesco Guccini le ha dedicato una canzone dal titolo Ophelia contenuta nell'album Due anni dopo del 1970. La canzone, come per molte altre opere dell'artista emiliano, è stata interpretata anche dalla band dei Nomadi.
- La canzone di Lou Reed Goodnight Ladies del 1972, dall'album Transformer, utilizza una battuta dalla follia di Ofelia (Atto 4, Scena 5) come coro.
- La canzone Ophelia, dall'album Sitting Targets di Peter Hammill, tratta anch'essa del personaggio dell'Amleto.
- Ofelia è una canzone dell'album Sarebbe bello di Sergio Endrigo, pubblicato nel 1977.
- Ofelia viene tramutata in Lofelia nel celebre riadattamento di Giovanni Testori, L'Ambleto.
- L'artista Emilie Autumn ha interpretato il personaggio di Ofelia per poter trasmettere il suo dolore, ha anche coniato una parola che vuol esprimere, per così dire, il dolore "ofelico". Opheliac è il titolo della canzone ispirata al personaggio shakespeariano.
- L'artista giapponese Kaya ha pubblicato un singolo, Ophelia, sulla cui cover, interpretando il personaggio, è ritratto supino nell'acqua.
- A Ofelia è dedicata una poesia del poeta francese Arthur Rimbaud.
- A Ofelia è dedicato il quarto movimento della prima sonata della Royal Winter Music, composta da Hans Werner Henze e dedicata a personaggi scespiriani.
- Nell'anime e manga Claymore, una guerriera, Ophelia dell'Onda, ha una storia simile alla Ofelia dell'Amleto.
- Nell'anime Ergo Proxy, in un episodio intitolato Ophelia, la protagonista figura nella stessa posizione presente nell'opera del pittore preraffaellita John Everett Millais.
- La canzone Dig Ophelia fa parte dell'album Thanks for the Ether del gruppo Rasputina.
- L'attrice britannica Kate Winslet ha interpretato il ruolo di Ofelia nel film Hamlet diretto da Kenneth Branagh.
- L'attrice britannica Helena Bonham Carter ha interpretato il ruolo di Ofelia nel film Amleto diretto da Franco Zeffirelli.
- Nella canzone Remedios Maria del cantautore Dente, è citata anche Ofelia, in un verso che dice: "Ofelia al corso di nuoto si accende una sigaretta, fa la scema con le amiche nello spogliatoio...".
- Jim Morrison "Ode to L. A. while thinking of Brian Jones, deceased": They've just picked me to play the Prince of Denmark. Poor Ophelia"
- La cantautrice francese Nolwenn Leroy le ha dedicato una canzone dal titolo Ophélia contenuta nell'album Ô Filles de l'eau del 2012.
- Ophelia è una canzone dei The Lumineers, contenuta nel loro album Cleopatra, pubblicato nel 2016.

## Ofelia nella scienza
A Ofelia è dedicato il nome dell'omonimo satellite di Urano; anche un asteroide della fascia principale, il 171 Ophelia, porta il suo nome.